# Edmond Haraucourt
Edmond Haraucourt (Bourmont, 18 ottobre 1856 – Parigi, 17 novembre 1941) è stato uno scrittore francese.

## Biografia
Esordì nel 1882 con la pubblicazione della licenziosa raccolta poetica La Légende des sexes, poèmes hystérique et profanes, sotto lo pseudonimo di Sire de Chambely, il cui componimento Sonnet pointu sembra anticipare i calligrammi di Guillaume Apollinaire.
Haraucourt ebbe una notevole carriera: fu conservatore del museo del Trocadero dal 1894 al 1903 e del museo di Cluny dal 1903 al 1925. Fece inoltre parte degli Hydropathes e fu presidente della Société des gens de lettres dal 1920 al 1922.
A lui si deve il detto partire è un po' morire, contenuto nella sua Canzone dell'addio.

## Opere

### Poesia
- La Légende des sexes, poèmes hystériques et profanes, 1882
- L'Âme nue, 1885
- Amis, roman, 1887
- Seul, roman en vers, 1890
- L'Antechrist, 1893
- L'Effort. La Madone. L'Antéchrist. L'Immortalité. La Fin du monde, 1894
- Don Juan de Mañara, 1898
- Jean Bart, 1900
- Les Naufragés, 1902
- Les Benoît, 1904
- La Peur, 1907
- Dieudonat, roman, 1912
- Daâh, le premier homme, roman, 1914
- La Démoralisation par le livre et par l'image, 1917
- Choix de poésies, 1922
- L'Oncle Maize, 1922
- Vertige d'Afrique, roman, 1922
- L'Histoire de la France expliquée au musée de Cluny, 1922
- L'Amour et l'Esprit gaulois à travers l'histoire du XVe au XXe siècle, 4 vol., 1927-1929
- Autre temps, lithographies et dessins de Charles Léandre, 1930
- Le Livre de mon chien, 1939
- Mémoires des jours et des gens, 1946

### Drammi
- Shylock, 1889
- La Passion, 1890
- Héro et Léandre, 1893
- Don Juan de Mañara, 1898
- Jean Bart, 1900
- Les Oberlé, 1905
- Quatre Poèmes d'Edmond Haraucourt, musica di Charles Koechlin, Œuvres vocales avec orchestre, opus 7, 1905
- Circé, 1907